# Upulie Divisekera
Upulie Divisekera est une biologiste moléculaire et une vulgarisatrice scientifique australienne. Elle est étudiante au doctorat à l'Université Monash et cofondatrice de Real Scientists, un programme de sensibilisation qui utilise la performance et l'écriture pour communiquer la science. Elle a écrit pour le Sydney Morning Herald, Crikey et The Guardian.

## Formation
Divisekera voulait être scientifique depuis son enfance. Elle est d'origine sri lankaise. Après avoir terminé ses études secondaires, elle a travaillé pour la biochimiste Mary-Jane Gething de 1995 à 1997. Elle a terminé ses études de premier cycle à l'Université de Melbourne en 2001. Là, elle a travaillé sur la parasitologie moléculaire avec Malcolm McConville. Entre 2002 et 2004, elle a travaillé comme assistante de recherche au Institut Walter et Eliza Hall sur l'apoptose et la production d'anticorps. Elle a rejoint l'Université nationale australienne pour ses études de troisième cycle, dont elle a obtenu son diplôme en 2007. Divisekera a travaillé sur la transition épithéliale à mésenchymateuse chez les embryons de mouches des fruits à Canberra. Elle a travaillé comme assistante de recherche à l'Université de Melbourne en 2007. Divisekera a travaillé comme assistante de recherche au Peter MacCallum Cancer Center de 2008 à 2012,,. Pendant ce temps, elle a travaillé en biologie du développement et en recherche sur le cancer avec Mark Smyth. Elle a étudié le CD73 en tant qu'immunothérapie potentielle pour le cancer du sein. Elle est doctorante au département de génie chimique de l'Université Monash et travaille sur les nanoparticules et l'administration de médicaments,.

## Recherche et carrière
En 2011, Divisekera a participé et remporté le concours de communication scientifique en ligne « I'm a Scientist, Get Me Out of Here ». Divisekera a parlé à TEDx Canberra en 2012 sur les dinosaures, la curiosité et le changement dans la science. Elle a écrit pour Sydney Morning Herald, Crikey et The Guardian et l'émission Q and A d' ABC TV, tout en contribuant régulièrement à ABC Radio National (en),,. En 2013, elle a été l'une des trois cofondatrices du projet Real Scientists, un compte Twitter de conservateur tournant où un autre scientifique est responsable d'une semaine de communication scientifique. Real Scientists cherche à démocratiser l'accès à la science en diffusant en direct une journée scientifique sur Twitter, ainsi qu'en démontrant la diversité du secteur. Elle apparaît régulièrement sur les chaînes de radio de l'Australian Broadcasting Corporation,,. Divisekera offre une formation aux universitaires, aux étudiants de troisième cycle, aux cliniciens et aux étudiants en sciences humaines en communication scientifique.
Parallèlement à la communication scientifique, Divisekera est impliquée dans la programmation artistique, y compris des événements au Wheeler Centre (en),,. Elle a participé à une discussion avec Cory Doctorow et Maggie Ryan Sandford sur la perspective d'habiter Mars en 2015. Depuis 2016, elle est conférencière au Melbourne Writers Festival (en) et a parlé au Writer's Bloc, au New South Wales Writers' Centre (en) et au Emerging Writers' Festival,.
Divisekera a été inclus dans le "Five Scientist Pledge" du gouvernement australien. Elle a parlé à l'Australian Broadcasting Corporation de ce qui peut être fait pour soutenir davantage de femmes dans la science,. Elle a prononcé un discours liminaire lors de la Marche pour les sciences à Melbourne. En mai 2018, Upulie a affronté Elon Musk dans une querelle sur Twitter après avoir qualifié la nanotechnologie de "bs",,,,. Elle contribue au magazine littéraire « The Lifted Brow ».

## Publications (sélection)
- (en) Paul A Beavis, Upulie Divisekera, Christophe Paget, Melvyn T Chow, Liza B John, Christel Devaud, Karen Dwyer, John Stagg, Mark J Smyth et Phillip K Darcy, « Blockade of A2A receptors potently suppresses the metastasis of CD73+ tumors », Proceedings of the National Academy of Sciences, Washington et États-Unis, NAS, vol. 110, no 36,‎ 20 août 2013, p. 14711-14716 (ISSN 0027-8424 et 1091-6490, OCLC 43473694 et 1607201, PMID 23964122, PMCID 3767556, DOI 10.1073/PNAS.1308209110).
- (en) Patrick Vermette, Thomas Gengenbach, Upulie Divisekera, Peter A Kambouris, Hans J Griesser et Laurence Meagher, « Immobilization and surface characterization of NeutrAvidin biotin-binding protein on different hydrogel interlayers », Journal of Colloid and Interface Science, Elsevier, vol. 259, no 1,‎ 1er mars 2003, p. 13-26 (ISSN 0021-9797 et 1095-7103, OCLC 36935837, PMID 12651129, DOI 10.1016/S0021-9797(02)00185-6).
- (en) John Stagg, Paul A Beavis, Upulie Divisekera, Mira C P Liu, Andreas Möller, Phillip K Darcy et Mark J. Smyth, « CD73-deficient mice are resistant to carcinogenesis », Cancer Research, American Association for Cancer Research (d), vol. 72, no 9,‎ 6 mars 2012, p. 2190-2196 (ISSN 0008-5472 et 1538-7445, OCLC 1553285, PMID 22396496, DOI 10.1158/0008-5472.CAN-12-0420).